# レイフル
有限会社レイフルは、2003年に設立された日本の映像製作会社。

## 概説
2003年、創業。女性アイドルのDVDを制作している。特に着エロDVDの分野では、先駆け的なメーカーの一つで（2010年現在、自社の紹介の際に、「老舗着エロメーカー」との呼称を使用している）、2004年頃に起こった、最初の着エロブームの一端を担った。近年も、着エロDVDをリリースし続けているが、内容は年々ハードな物になっている。
2008年にはDVDで約2億5900万円の売り上げがあった。

## 騒動

### 社長・社員の逮捕
2009年7月19日、児童買春・児童ポルノ禁止法違反（提供目的の製造）の疑いで社長やビデオ監督ら計4人が神奈川県警察に逮捕された。逮捕容疑は前年7月14日から16日にかけて沖縄県恩納村のホテル客室などで、当時16歳の高校2年生の女性に過激な水着を着用させて撮影を行い、DVDを製造した疑いで4人とも容疑を認めた。
2010年4月22日、法人税約6千万円を脱税したとして、法人税法違反の疑いで、東京国税局が同社及び同社社長を東京地検に告発、7月1日に同社及び同社社長が東京地検特捜部に在宅起訴された。
起訴事実によると、レイフルは架空の制作外注費を計上するなどして所得を圧縮。2009年6月期までの3年間で、およそ2億1800万円の所得を隠し、法人税計約6500万円を脱税したという。